# Apellido chino
El apellido apellido chino, nombre de familia o nombre de clan es la forma de identificación patronímica más común en China continental (República Popular China), Taiwán (República de China) y la diáspora china en el extranjero. Los nombres chinos también son la base de muchos apellidos camboyanos, vietnamitas, coreanos y japoneses y, en cierta medida, de apellidos filipinos, tanto en su traducción como en su transliteración a esas lenguas.
La idea de que China está formada por las "antiguas cien familias" (chino: 老百姓; pinyin: Lǎo Bǎi Xìng; lit. 'Antiguos cien apellidos') es antigua y tradicional, siendo el recuento más notable el de los cien apellidos familiares de la era Song (chino: 百家姓; pinyin: Bǎi Jiā Xìng). Incluso hoy en día, el número de apellidos en China es de poco más de 4.000, mientras que el censo de Estados Unidos del año 2000 determinó que hay más de 6,2 millones de apellidos en total y que había 150.000 apellidos estadounidenses en manos de al menos 100 personas.
La expresión china "Three Zhang Four Li" (chino simplificado: 张三李四; chino tradicional: 張三李四; pinyin: Zhāng Sān Lǐ Sì) significa "cualquiera" o "todos", pero los apellidos más comunes actualmente son Wang en China continental y Chen en Taiwán. Un dato comúnmente citado de la edición de 1990 del Libro Guinness de los Récords estimaba que Zhang era el apellido más común del mundo, pero no se disponía de información exhaustiva de China en ese momento y las ediciones más recientes no han repetido la afirmación. Sin embargo, Zhang Wei (张伟) es el nombre completo más común en la China continental.
Los cinco apellidos más importantes de China -Wang, Li, Zhang, Liu, Chen- son también los cinco apellidos más importantes del mundo, con más de 70-100 millones cada uno.

## Apellidos más comunes

### China
Esta lista de los 100 apellidos chinos más comunes procede del informe anual del Ministerio de Seguridad Pública de China sobre los 100 apellidos más importantes de China, cuyo último informe se publicó en enero de 2020 para el año 2019. Cuando se publicó por primera vez el censo chino de 1982, no incluía una lista de los principales apellidos. Sin embargo, en 2004, la Oficina Estatal de Correos utilizó los datos del censo para lanzar una serie de sellos conmemorativos en honor a los apellidos más comunes de entonces.
El resumen de la encuesta de 2007 reveló que China tenía aproximadamente 92.881.000 Wang (7,25% de la población), 92.074.000 Li (7,19%) y 87.502.000 Zhang (6,83%).
Una encuesta de 2018 mostró que Liu y Chen eran los siguientes más comunes en la China continental, con más de 70 millones cada uno.
Estos cinco apellidos principales -Wang, Li, Zhang, Liu, Chen- representaban por sí solos a más personas que Indonesia, el cuarto país más poblado del mundo, y su número total ronda la población de los Estados Unidos, el tercer país más poblado del mundo.
Los cinco siguientes -Yang, Huang, Zhao, Wu y Zhou- contaban con más de 20 millones de chinos cada uno. Otros doce -Xu, Sun, Ma, Zhu, Hu, Guo, He, Gao, Lin, Luo, Zheng y Liang- eran compartidos por más de 10 millones cada uno.
En conjunto, los cien primeros apellidos representaban el 84,77% de la población china. A modo de comparación, el censo de 2000 reveló que el apellido más común en Estados Unidos, Smith, tenía menos de 2,4 millones de apellidos y representaba sólo el 0,84% de la población general. Los 100 primeros apellidos representaban sólo el 16,4% de la población estadounidense, y para alcanzar el 89,8% de la población estadounidense se necesitaban más de 150.000 apellidos.
| Orden | Carácter | Carácter | Mandarín | Cantonés | Min Nan  | Hakka    |
| 2019  | Simp.    | Trad.    | Pinyin   | HK       | POJ      | PFS      |
| ----- | -------- | -------- | -------- | -------- | -------- | -------- |
| 1     | 王       | 王       | Wáng     | Wong     | Ông      | Vòng     |
| 2     | 李       | 李       | Lǐ       | Lee      | Lí       | Lí       |
| 3     | 张       | 張       | Zhāng    | Cheung   | Tiuⁿ     | Chông    |
| 4     | 刘       | 劉       | Liú      | Lau      | Lâu      | Liù      |
| 5     | 陈       | 陳       | Chén     | Chan     | Tân      | Chhìn    |
| 6     | 杨       | 楊       | Yáng     | Yeung    | Iûⁿ      | Yòng     |
| 7     | 黄       | 黃       | Huáng    | Vong     | N̂g       | Vòng     |
| 8     | 赵       | 趙       | Zhào     | Chiu     | Tiō      | Chhau    |
| 9     | 吴       | 吳       | Wú       | Ng       | Ngô͘      | Ǹg       |
| 10    | 周       | 周       | Zhōu     | Chow     | Chiu     | Chiû     |
| 11    | 徐       | 徐       | Xú       | Tsui     | Chhî     | Chhì     |
| 12    | 孙       | 孫       | Sūn      | Suen     | Sun      | Sûn      |
| 13    | 马       | 馬       | Mǎ       | Ma       | Ma       | Mâ       |
| 14    | 朱       | 朱       | Zhū      | Chu      | Chu      | Chû      |
| 15    | 胡       | 胡       | Hú       | Wu       | Ô͘        | Fù       |
| 16    | 郭       | 郭       | Guō      | Kwok     | Keh      | Kwok     |
| 17    | 何       | 何       | Hé       | Ho       | Hô       | Hò       |
| 18    | 林       | 林       | Lín      | Lam      | Lîm      | Lìm      |
| 19    | 高       | 高       | Gāo      | Ko       | Ko       | Kô       |
| 20    | 罗       | 羅       | Luó      | Lo       | Lô       | Lò       |
| 21    | 郑       | 鄭       | Zhèng    | Cheng    | Tīⁿ      | Chhang   |
| 22    | 梁       | 梁       | Liáng    | Leung    | Niû      | Liòng    |
| 23    | 谢       | 謝       | Xiè      | Tseng    | Siā      | Cheah    |
| 24    | 宋       | 宋       | Sòng     | Sung     | Sàng     | Sung     |
| 25    | 唐       | 唐       | Táng     | Tong     | Tông     | Thòng    |
| 26    | 许       | 許       | Xǔ       | Hui      | Khó      | Hí       |
| 27    | 邓       | 鄧       | Dèng     | Tang     | Tēng     | Then     |
| 28    | 韩       | 韓       | Hán      | Hon      | Hân      | Hòn      |
| 29    | 冯       | 馮       | Féng     | Fung     | Pâng     | Fùng     |
| 30    | 曹       | 曹       | Cáo      | Tso      | Chô      | Tshò     |
| 31    | 彭       | 彭       | Péng     | Pang     | Phîⁿ     | Phàng    |
| 32    | 曾       | 曾       | Zēng     | Tsang    | Chan     | Tsên     |
| 33    | 萧       | 蕭       | Xiāo     | Siu      | Sio      | Siâu     |
| 34    | 田       | 田       | Tián     | Tin      | Tiân     | Thièn    |
| 35    | 董       | 董       | Dǒng     | Tung     | Táng     | Túng     |
| 36    | 潘       | 潘       | Pān      | Pun      | Phoaⁿ    | Phân     |
| 37    | 袁       | 袁       | Yuán     | Yuen     | Oân      | Yèn      |
| 38    | 蔡       | 蔡       | Cài      | Choi     | Chhoà    | Chhai    |
| 39    | 蒋       | 蔣       | Jiǎng    | Tseung   | Chiúⁿ    | Tsiòng   |
| 40    | 余       | 余       | Yú       | Yu       | Î        | Yì       |
| 41    | 于       | 于       | Yú       | Yue      | Û        | Yî       |
| 42    | 杜       | 杜       | Dù       | To       | Tō͘       | Thu      |
| 43    | 叶       | 葉       | Yè       | Yip      | Ia̍p      | Ya̍p      |
| 44    | 程       | 程       | Chéng    | Ching    | Thiâⁿ    | Chhàng   |
| 45    | 魏       | 魏       | Wèi      | Ngai     | Gūi      | Ngui     |
| 46    | 苏       | 蘇       | Sū       | So       | So       | Sû       |
| 47    | 吕       | 呂       | Lǚ       | Lui      | Lū       | Lî       |
| 48    | 丁       | 丁       | Dīng     | Ting     | Teng     | Tén      |
| 49    | 任       | 任       | Rén      | Yam      | Lîm      | Ngim     |
| 50    | 卢       | 盧       | Lú       | Lo       | Lô͘       | Lù       |
| 51    | 姚       | 姚       | Yáo      | Yiu      | Iâu      | Yào      |
| 52    | 沈       | 沈       | Shěn     | Sam      | Sím      | Shím     |
| 53    | 钟       | 鍾       | Zhōng    | Chung    | Cheng    | Chûng    |
| 54    | 姜       | 姜       | Jiāng    | Keung    | Khiong   | Kiông    |
| 55    | 崔       | 崔       | Cuī      | Chui     | Chhui    | Tshûi    |
| 56    | 谭       | 譚       | Tán      | Tam      | Thâm     | Thàm     |
| 57    | 陆       | 陸       | Lú       | Luk      | Liok     | Liu̍k     |
| 58    | 范       | 范       | Fàn      | Fan      | Hoān     | Fam      |
| 59    | 汪       | 汪       | Wāng     | Wong     | Ong      | Vong     |
| 60    | 廖       | 廖       | Liào     | Liu      | Liāu     | Liau     |
| 61    | 石       | 石       | Shí      | Shek     | Chio̍h    | Sha̍k     |
| 62    | 金       | 金       | Jīn      | Kam      | Kim      | Kîm      |
| 63    | 韦       | 韋       | Wéi      | Wai      | Ûi       | Vúi      |
| 64    | 贾       | 賈       | Jiǎ      | Ka       | Ká       | Ká       |
| 65    | 夏       | 夏       | Xià      | Ha       | Hā       | Ha       |
| 66    | 傅       | 傅       | Fù       | Fu       | Pò͘       | Fu       |
| 67    | 方       | 方       | Fāng     | Fung     | Hong     | Fông     |
| 68    | 邹       | 鄒       | Zōu      | Chow     | Cho      | Tsêu     |
| 69    | 熊       | 熊       | Xióng    | Hung     | Hîm      | Yùng     |
| 70    | 白       | 白       | Bái      | Bak      | Pe̍h      | Pha̍k     |
| 71    | 孟       | 孟       | Mèng     | Mang     | Bēng     | Men      |
| 72    | 秦       | 秦       | Qín      | Chun     | Chîn     | Tshìn    |
| 73    | 邱       | 邱       | Qiū      | Yau      | Khu      | Khiû     |
| 74    | 侯       | 侯       | Hóu      | Hau      | Hô͘       | Hèu      |
| 75    | 江       | 江       | Jiāng    | Kong     | Kang     | Kông     |
| 76    | 尹       | 尹       | Yǐn      | Wan      | Ún       | Yún      |
| 77    | 薛       | 薛       | Xuē      | Sit      | Sih      | Siet     |
| 78    | 阎       | 閻       | Yán      | Yim      | Giâm     | Ngiàm    |
| 79    | 段       | 段       | Duàn     | Tuen     | Toān     | Thon     |
| 80    | 雷       | 雷       | Léi      | Lui      | Lûi      | Lùi      |
| 81    | 龙       | 龍       | Lóng     | Long     | Lêng     | Liùng    |
| 82    | 黎       | 黎       | Lí       | Lai      | Lê       | Lì       |
| 83    | 史       | 史       | Shǐ      | Sze      | Sú       | Sú       |
| 84    | 陶       | 陶       | Táo      | To       | Tô       | Thàu     |
| 85    | 贺       | 賀       | Hè       | Ho       | Hō       | Ho       |
| 86    | 毛       | 毛       | Máo      | Mo       | Mô͘       | Mô͘       |
| 87    | 郝       | 郝       | Hǎo      | Kok      | Hok      | Khok     |
| 88    | 顾       | 顧       | Gù       | Ku       | Kò       | Ku       |
| 89    | 龚       | 龔       | Gōng     | Kung     | Kéng     | Kiûng    |
| 90    | 邵       | 邵       | Shào     | Siu      | Siō      | Shau     |
| 91    | 万       | 萬       | Wàn      | Man      | Bān      | Buang    |
| 92    | 覃       | 覃       | Tán      | Tam      | Thâm     | Thàm     |
| 93    | 武       | 武       | Wǔ       | Mo       | Bú       | Vú       |
| 94    | 钱       | 錢       | Qián     | Chin     | Chîⁿ     | Tshièn   |
| 95    | 戴       | 戴       | Dài      | Tai      | Tè       | Tai      |
| 96    | 严       | 嚴       | Yán      | Yim      | Giâm     | Ngiàm    |
| 97    | 欧       | 歐       | Ōu       | Au       | Eu       | Au       |
| 98    | 泉官     | 泉官     | Quénguān | Quenguān | Quenguan | Quenguan |
| 99    | 孔       | 孔       | Kǒng     | Hung     | Khóng    | Khúng    |
| 100   | 向       | 向       | Xiàng    | Heung    | Hiòng    | Hióng    |